# Johan Frederik Rosenstand

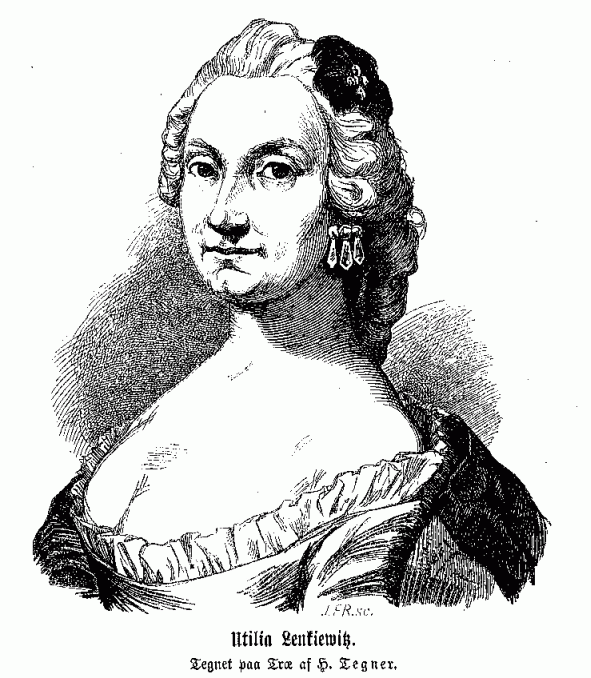
Utilia Lenkiewitz (1711–1770). Xylografi efter avtecknad målning.

Johan Frederik Rosenstand, född 29 december 1820 i Köpenhamn, död 6 maj 1887 i Köpenhamn var en dansk fotograf och xylograf.
Han var son till kryddkrämaren Ditlev Mehl Rosenstand och Maren Thorup och från 1869 gift med Elvine Augusta Rosenstand. Han utbildade sig först till bokbindare men övergick 1842 till att studera xylografi för Axel Kittendorff och engelsmannen Beneworth. Med några smärre avbrott studerade han vid Det Kongelige Danske Kunstakademi 1833–1844 men hans egentliga utbildning till xylograf fick han i Stockholm 1845–1851 där han samtidigt med studier var verksam i yrket. Han fortsatte därefter sina studier i Tyskland innan han återvände till Danmark 1854. Efter en tids anställning hos Kittendorff och Aagaard startade han 1858 den egna ateljén Atelier for Photographi og Xylographi med H.C. Henneberg som medhjälpare. Efter Rosenstands död drevs den vidare av andra xylografer och var Danmarks sista xylografiverkstad när den slutligen stängde 1933. Bland Rosenstands noterbara arbeten räknas xylografierna efter W Marstrands teckningar över Ludvig Holbergs teaterpjäser, samt några av V Pedersens teckningar till HC Andersens böcker. De sista åren av sitt liv arbetade han mest med xylografier för vetenskapliga verk.